# Christian Gottlob Heyne
Pour les articles homonymes, voir Heyne.
Christian Gottlob Heyne, né le 25 septembre 1729 à Chemnitz (électorat de Saxe) et mort à Göttingen le 14 juillet 1812, est un philologue et archéologue allemand.

## Biographie
Né d'un père tisserand, il se forma lui-même et parvint à acquérir une instruction profonde malgré la misère de ses parents. Il fut longtemps attaché comme simple copiste à la bibliothèque du comte du Bruni à Dresde. Ayant commencé à se faire connaître par ses éditions de Tibulle (Leipsick, 1755) et d'Épictète (Dresde, 1756), il fut nommé en 1761 professeur d'éloquence à l'Université de Gœttingue. Il devint peu après bibliothécaire de cette ville, et président du séminaire philologique.
Il devint membre de la Royal Society en 1789 et associé étranger de l'Académie des inscriptions et belles-lettres en 1802.
Une de ses filles, connue sous le nom de Thérèse Huber, s'est distinguée dans les lettres. Par une autre de ses filles, Wilhelmine, il était le beau-père de l'historien Arnold Hermann Ludwig Heeren.
Il s'est surtout occupé de faire connaître les poètes et les mythologues. Ses travaux sur les anciens poètes unissent l'érudition du philologue, de l'historien, de l'archéologue au jugement sûr et délicat de l'homme de goût. Ses principales éditions sont de Virgile (1767-1776), de Pindare (1774), de L'Iliade d'Homère (1802), d'Apollodore (1782), de Diodore (1790-1806). Il est également l'auteur d'Opuscula academica (1785-1811).